# Каменице (приток Йизеры)
Каменице (чеш. Kamenice) — река в Либерецком крае Чехии, правый приток реки Йизера. Длина реки составляет 36,7 км. Площадь водосбора составляет 218,61 км². Исток реки находится рядом с посёлком Йозефув Дул в Йизерских горах.